# Johanna Hübscher
Johanna Hübscher (geboren 27. März 1950) ist eine emeritierte deutsche Professorin für Sportmedizin. Von 2000 bis 2010 war sie Mitglied des Thüringischen Verfassungsgerichtshofs.

## Ausbildung
1968 begann Johanna Hübscher das Studium der Humanmedizin an der Friedrich-Schiller-Universität Jena. Von 1971 bis 1973 absolvierte sie ein Forschungsstudium im anatomischen Institut der Universität Jena und beendete 1974 ihr Studium. 1973 erhielt sie ihre ärztliche Approbation und wurde fünf Jahre später an der Universität Jena zum Dr. med. promoviert.

## Karriere
Seit 1980 ist Johanna Hübscher Fachärztin für Sportmedizin. 1989 wurde sie zur Leiterin der sportmedizinischen Ambulanz der Universität Jena ernannt und im folgenden Jahr zum Dr. sc. med. promoviert. 1991 erhielt sie die Lehrbefähigung, und der Titel Dr. sc. med. wurde in Dr. med. habil. umgewandelt. 1997 wurde ihr der Titel außerplanmäßige Professorin verliehen. Von 1991 bis 1999 leitete sie den Lehrstuhlbereich Sportmedizin am Institut für Sportwissenschaft an der Universität Jena.
Am 7. Juli 2000 wählte der Thüringer Landtag die Sportmedizinerin zum Mitglied des Thüringischen Verfassungsgerichtshofs. Die Kandidatin erhielt 61 Stimmen – zwei mehr als zur vorgeschriebenen Zweidrittelmehrheit nötig. Sie hatte das Amt bis 2010 inne.

## Forschungsschwerpunkte
Johanna Hübschers Forschungsschwerpunkte liegen in der Bewegungstherapie, dem Präventions- und Rehabilitationssport, z. B. bei Schlaganfall und Osteoporose, dem Bereich Langzeitausdauer und der Magnetfeldtherapie.

## Auszeichnungen und Ehrungen
- 2019 Verleihung der Ehrenmitgliedschaft des Thüringer Sportärztebundes[4]

## Ämter und Mitgliedschaften
- Ab 1990 Mitglied im Stadtrat von Jena für die CDU[6], 2007 stellvertretendes Mitglied im Sonderausschuss Personalentwicklung[7][8], Fraktionsvorsitzende und Leitung zahlreicher Ausschüsse[4]; im Mai 2020 30-jährige ununterbrochene Zugehörigkeit zum Stadtrat[9]
- 2000 Kandidatur für das Amt der Oberbürgermeisterin in Jena[3]
- Ab 2001 Vizepräsidentin des Deutschen Behindertensportverbandes[10]
- 2003 erste Präsidentin der Jenaer Frauenfußballerinnen USV Jena e.V.[11]
- Stifterin der Kinder- und Jugend-Fußball-Stiftung Jena[12]
- Präsidiumsmitglied des Thüringer Behinderten– und Rehasportverbandes[4]
- Mitglied des Werkausschusses der Kommunalen Immobilien Jena (Eigenbetrieb der Stadt Jena)[13]

## Publikationen (Auswahl)
- Georg Salcher, Johanna Hübscher, Manfred Walzl, Andreas Günther: Gesundheit von Innen – Körperliche Selbstregulation durch die eMRS-Technologie. Biomedic Media AG, 2003
- Johanna Hübscher: Klinische Praxis mit dem eMRS-System. Dosisempfehlungen, Anwendungshinweise, Tipps und Tricks für Therapeuten und fortgeschrittene Anwender. St. Gallen Biomedic-Media-AG, Sankt Gallen 2003, ISBN 978-3-905449-01-3